# 1032 Pafuri
1032 Pafuri är en asteroid i huvudbältet som upptäcktes den 30 maj 1924 av den engelske astronomen Harry Edwin Wood. Dess preliminära beteckning var 1924 SA. Asteroiden namngavs senare efter Levubu-floden (Levuvhu), som också heter Pafuri och ligger i Transvaal, i Sydafrika.
Pafuris senaste periheliepassage skedde den 16 november 2018.[Uppdatering behövs] Dess rotationstid har beräknats till 24 timmar. 